# Bad Homburg Falken
I Bad Homburg Falken sono stati una squadra di football americano di Bad Homburg vor der Höhe, in Germania, fondata nel 1980. Hanno chiuso nel 1995.

## Dettaglio stagioni

### Tornei nazionali

#### Campionato

##### Bundesliga
| Stagione | regular season | regular season | regular season | regular season | regular season | regular season | playoff | playoff | playoff | playoff | playoff | playoff          | playoff            |
|          | Vin            | Par            | Per            | Tot            | PF             | PS             | Vin     | Per     | Tot     | PF      | PS      | risultato        | avversaria         |
| -------- | -------------- | -------------- | -------------- | -------------- | -------------- | -------------- | ------- | ------- | ------- | ------- | ------- | ---------------- | ------------------ |
| 1981     | 4              | 0              | 8              | 12             | 227            | 205            | -       | -       | -       | -       | -       | -                | -                  |
| 1982     | 4              | 0              | 8              | 12             | 82             | 166            | -       | -       | -       | -       | -       | -                | -                  |
| 1984     | 7              | 0              | 7              | 14             | 196            | 204            | -       | -       | -       | -       | -       | -                | -                  |
| 1985     | 5              | 0              | 8              | 13             | 176            | 265            | -       | -       | -       | -       | -       | -                | -                  |
| 1986     | 5              | 0              | 5              | 10             | 129            | 140            | -       | -       | -       | -       | -       | -                | -                  |
| 1987     | 2              | 0              | 8              | 10             | 114            | 321            | -       | -       | -       | -       | -       | -                | -                  |
| 1988     | 9              | 0              | 1              | 10             | 390            | 63             | 0       | 1       | 1       | 15      | 24      | Quarti di finale | Red Barons Cologne |
| 1989     | 6              | 1              | 3              | 10             | 127            | 53             | 1       | 1       | 2       | 31      | 44      | Quarti di finale | Red Barons Cologne |
| 1990     | 8              | 1              | 3              | 12             | 233            | 153            | 2       | 1       | 3       | 103     | 84      | Semifinale       | Berlin Adler       |
| 1991     | 7              | 0              | 7              | 14             | 268            | 225            | 0       | 1       | 1       | 7       | 44      | Quarti di finale | Berlin Adler       |
| 1992     | 11             | 0              | 3              | 14             | 432            | 201            | 0       | 1       | 1       | 0       | 48      | Quarti di finale | Düsseldorf Panther |
| 1993     | 3              | 0              | 11             | 14             | 214            | 397            | -       | -       | -       | -       | -       | -                | -                  |
| Totale   | 71             | 2              | 72             | 145            | 2588           | 2393           | 3       | 5       | 8       | 156     | 244     |                  |                    |

Fonti: Enciclopedia del Football - A cura di Roberto Mezzetti

##### 2. Bundesliga
| Stagione | regular season | regular season | regular season | regular season | regular season | regular season | playoff | playoff | playoff | playoff | playoff | playoff   | playoff    |
|          | Vin            | Par            | Per            | Tot            | PF             | PS             | Vin     | Per     | Tot     | PF      | PS      | risultato | avversaria |
| -------- | -------------- | -------------- | -------------- | -------------- | -------------- | -------------- | ------- | ------- | ------- | ------- | ------- | --------- | ---------- |
| 1983     | 8              | 0              | 2              | 10             | 263            | 81             | -       | -       | -       | -       | -       | -         | -          |
| 1994     | 1              | 0              | 11             | 12             | 140            | 402            | -       | -       | -       | -       | -       | -         | -          |
| Totale   | 9              | 0              | 13             | 22             | 403            | 483            | -       | -       | -       | -       | -       |           |            |

Fonti: Enciclopedia del Football - A cura di Roberto Mezzetti